# Инголд (Северна Каролина)
Инголд (енгл. Ingold) насељено је место без административног статуса у америчкој савезној држави Северна Каролина.

## Демографија
По попису из 2010. године број становника је 471, што је 13 (-2,7%) становника мање него 2000. године.
| Група             | 2000.       | 2010.       |
| Белци             | 154 (31,8%) | 155 (32,9%) |
| Афроамериканци    | 130 (26,9%) | 118 (25,1%) |
| Азијати           | 0 (0,0%)    | 5 (1,1%)    |
| Хиспаноамериканци | 202 (41,7%) | 195 (41,4%) |
| Укупно            | 484         | 471         |